# 경세황비
《경세황비》(중국어 간체자: 倾世皇妃, 정체자: 傾世皇妃, 병음: Qīng shì huáng fēi 칭스황페이[*], 영어: The Glamorous Imperial Concubine 더 글래머러스 임페리얼 칸큐바잉[*])는 임심여, 곽건화, 엄관, 홍소령, 혜영홍 주연의 역사 픽션 TV 드라마으로 주연배우 임심여가 처음으로 제작자로서 참여한 작품이다.
모용인아의 동명 베스트셀러 소설이 원작으로 하여 중국 오대십국의 혼란기를 배경으로 망국의 공주 마복아와 촉나라의 황태자 맹기우, 북한의 황제 류연성을 중심으로 한 각국의 암투, 전쟁, 그 속에서 피어나는 애정과 복수등의 스토리를 담고 있다. 2011년 3월 촬영 완료하여 2011년 9월 30일, 중국 후난 위성방송을 통해 첫방송되었다.
한국에서
는 중화TV를 통해 2012년 1월 9일 첫방송을 시작하였다.

## 출연진
- 마복아 - 임심여
- 맹기우 - 엄관
- 류연성 - 곽건화
- 마상운 - 홍소령
- 두비홍 - 혜영홍
- 독고태후 - 대춘영
- 한소의 - 왕림
- 온정약 - 유도 (우정출연)
- 류연희 - 양우녕
- 맹기운 - 왕우
- 한명 - 정개
- 마도운 - 모자준
- 류연사 - 유재교
- 맹기성 - 구상
- 맹지상 - 장개
- 화공공 - 모호균
- 운주 - 양개순
- 혁빙 - 두준택
- 조광윤 - 교임양 (우정출연)
- 시영태자 - 주일위 (우정출연)
- 심지왕자 - 장효신 (우정출연)
- 려비 - 진희
- 마은 - 류영
- 이모의 - 강군지
- 소요 - 신재연
- 두완 - 학택가

## 원작
18세 소녀 모용인아(본명 오정옥)가 집필한 동명의 인터넷소설이 원작이다. 2008년에 처음으로 연재된 후, 1억이 넘는 클릭수를 기록하여 정식출판되었고 인기에 힘입어 라디오 드라마로 개편되기도 하였다.

## 기타정보
- 기타영문제목 : Introduction of the Princess
- 온라인시청 판권 : YOUKU
- 편수 : 42부작

## 주제가
- 오프닝곡 : 《경세황비(傾世皇妃)》… 임심여(林心如, Ruby Lin)
- 앤딩곡 :《경청아(傾聽我)》… 임심여(林心如, Ruby Lin), / 서약선 작사 오극군 작곡
- 삽입곡 : 《경세(傾世)》… 곽건화 (霍建华, Wallace Huo)